# Heroic (E-Sport-Organisation)
Heroic ist eine norwegische E-Sport-Organisation mit Teams in den Disziplinen Counter-Strike 2, PUBG: Battlegrounds und Tom Clancy’s Rainbow Six Siege. In Counter-Strike: Global Offensive gehört Heroic zu den erfolgreichsten Clans der Welt. Insgesamt konnten dort bisher knapp 6 Millionen US-Dollar an Preisgeldern erspielt werden.

## Geschichte und Erfolge

### Counter-Strike: Global Offensive
Heroic konnte bisher vielerlei Erfolge erzielen. Zu nennen sind hier die Turniersiege bei Pinnacle Cup Championship, Pinnacle Winter Series #3, DreamHack Open Fall 2020, ESL One: Cologne 2020 Online und DreamHack Open Atlanta 2019.
Der größte Erfolg des Teams war der Gesamtsieg bei der ESL Pro League Season 13 im Jahr 2021. Hier konnte das Team ein Preisgeld in Höhe von 200.000 US-Dollar erspielen. Dabei gilt die letzte Szene im Grandfinal des Turniers, ausgeführt durch den Kapitän des Teams Casper Møller, als eine der herausragendsten Einzelleistungen der jüngeren CS:GO-Geschichte. In einer eigentlich aussichtslosen 1-gegen-4 Situation konnte er die entscheidende Runde für das Team gewinnen.
Beim IEM Rio Major 2022 erreichte das Team die Playoffs, hier konnte man sich im Viertelfinale gegen Team Spirit durchsetzen. Man schaffte es bis ins Finale, in dem man mit 0:2 gegen die Outsiders verlor.

## Lineup
Das Team setzt sich gegenwärtig (Stand Juli 2025) aus folgenden Spielern zusammen:
- Gleb „gr1ks“ Gazin
- Linus „LNZ“ Holtäng (Kapitän)
- Andrey „tN1R“ Tatarinovich
- Simon „yxngstxr“ Boije
- Linus „nilo“ Bergman
- Yasin „xfl0ud“ Koç (inaktiv)